# Pierre Lehmann
Pour les articles homonymes, voir Lehmann.
Pierre Lehmann, né le 1er septembre 1933 et mort le 18 décembre 2021, est un physicien et ingénieur nucléaire suisse. Il prône la décroissance, une réduction de la consommation d'énergie et rejette l'utilisation du nucléaire.

## Biographie
Pierre Lehmann obtient en 1956 un diplôme de l'École polytechnique fédérale de Lausanne, en section « physique ». Puis il travaille dans l'industrie, d'abord quatre ans chez Sulzer où il participe à l'élaboration de la filière nucléaire suisse, puis douze ans chez Schlumberger (prospection pétrolière).
Durant ses années chez Schlumberger, Pierre Lehmann voyage beaucoup, il s'intéresse aux diverses visions du monde. Il trouve importants les écrits d'Ivan Illich, d'Hans Primas (physicien), et de Cornelius Castoriadis.
En 1971, avec deux autres ingénieurs, il fonde un bureau d'études sur les impacts environnementaux, la Société d'études de l'environnement, à Vevey. Il y travaille jusqu'à sa retraite.

## Citation
« Ce que je constate, c'est que l'ingénieur, comme les gens qui font fonctionner la société, essaient de résoudre des problèmes. Ils se donnent beaucoup de peine et je ne veux pas les critiquer. Mais la vraie question est : ce problème pourrait peut-être ne pas exister ? »
— Pierre Lehmann

## Publications
- Lucile Hanouz, Jacques Grinevald, André Gsponer et Pierre Lehmann (préf. Robert Jungk), La Quadrature du CERN, Lausanne, Éditions d'en bas, 1984 (ISBN 2-8290-0060-9).
- Pierre Lehmann (préf. Ivo Rens), Vivre dans un monde fini : Œuvres complètes, Épalinges, Éditions SauveGarde, 2013, 688 p. Recueil de 40 ans de rapports, lettres de lecteur, articles. Réunis par François Iselin[4].
- Pierre Lehmann et Philippe Huguenin (dir.) (préf. Luc Recordon), Vivre dans un monde fini, Lausanne, Éditions d'en bas, 2015, 411 p. (ISBN 978-2-8290-0501-5) Avec un DVD Entretien avec Pierre Lehmann, réalisé par l'ADER

En 2012, il publie régulièrement des articles dans le journal L'Essor, bimestriel publié en Suisse romande.